# Incidente Wang Lijun
El incidente Wang Lijun es un escándalo político ocurrido en China, el 6 de febrero de 2012, cuando Wang Lijun, vicealcalde de Chongqing, fue abruptamente degradado, después de revelar al consulado de Estados Unidos detalles del asesinato del empresario británico, Neil Heywood y su posterior encubrimiento.

## El incidente

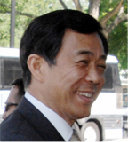
El secretario del Partido Comunista de Chongqing, Bo Xilai.

En medio de los rumores de luchas políticas con el secretario del Partido Comunista de Chongqing, Bo Xilai, Wang organizó una reunión el 6 de febrero en el consulado de Estados Unidos en Chengdu, donde permaneció durante aproximadamente 24 horas. Los observadores especularon que Wang pudo haber estado tratando de desertar o buscar refugio ante Bo. Luego dejó el consulado bajo su propia voluntad y fue llevado a Pekín por los agentes y el viceministro Qiu Jin del Ministerio de Seguridad del Estado. El gobierno municipal de Chongqing, declaró que Wang estaba de vacaciones recibiendo tratamiento médico.
El escándalo causó repercusiones significativas para varios altos funcionarios del Partido Comunista, entre ellos el cercenamiento abrupto del ascenso de la carrera de Bo Xilai. Entre las posibles consecuencias del escándalo se encuentra desacreditar el modelo de Chongqing y el movimiento de la cultura roja, promovida por Bo. Algunos analistas han comparado los efectos del aparente intento de deserción de Wang con el vuelo fallido de Lin Biao durante la Revolución Cultural.
El 15 de marzo de 2012, Bo Xilai fue destituido de su puesto en el Politburó del Partido Comunista de China.